# (72541) 2001 DO104
(72541) 2001 DO104 – planetoida z pasa głównego asteroid okrążająca Słońce w ciągu 5,01 lat w średniej odległości 2,93 j.a. Odkryta 16 lutego 2001 roku.